# Boomleeuwerik
De boomleeuwerik (Lullula arborea) is een vogelsoort die inheems is in Nederland en België. Het is de enige soort van het geslacht Lullula. De boomleeuwerik is wat kleiner dan de bekende veldleeuwerik (Alauda arvensis) en – zoals de naam al zegt – te vinden in een andere biotoop. De geslachtsnaam Lullula is een onomatopee, een nabootsing van de zang van de boomleeuwerik. Die zang is zeer karakteristiek. "Weinig zangvogels zingen zo mooi, langdurig en gevarieerd als de Boomleeuwerik!"
Boomleeuweriken zijn veeleisend in de keuze van hun biotoop. Samen met nachtzwaluw, duinpieper en tapuit is de boomleeuwerik kensoort van heide en zand.
De grootte van de populatie boomleeuweriken in Nederland is nogal eens veranderd. Jac. P. Thijsse stelt in Het Vogeljaar (1906) dat de aantallen toenemen. In de jaren zestig van de 20e eeuw wordt een sterke achteruitgang gemeld. In de Broedvogelatlas van 1979 wordt de Nederlandse populatie geschat op slechts 800 à 900 broedparen. In de Atlas van 1987 is alweer sprake van een aantal van 2500 à 3000 broedparen.

## Veldkenmerken
Lengte circa 15 cm. Zeer korte staart zonder witte randen. Opvallende lichte wenkbrauwstreep, die tot in de nek doorloopt. Zeer kleine ronde kuif. Bovenzijde geelbruin, donker gevlekt. Op vleugelrand voorbij de vleugelbocht typische donkerbruine en witte vlek. Onderzijde roomkleurig, borst en keelzijden gevlekt. Fijnere snavel dan veldleeuwerik. Poten bruin-vleeskleurig. Juveniele (= onvolwassen) vogels zijn sterker gevlekt en hebben geen lengtestrepen op de rug.

### Gezelschap
Boomleeuweriken broeden in een "karakteristiek losvast kolonieverband". We treffen de boomleeuwerik ook buiten de broedtijd aan in familietroepjes, maar ook in grotere troepjes.

### Vlucht
Sterker golvend en meer hortend, onregelmatiger dan Veldleeuwerik. Staart donkerbruin, alleen met witte uiteinden.

### Geluid

#### Roep
Een melodieus tiedelo-ie. Ook wel omschreven als “een melodieuze korte jodel” die klinkt als titwiljut of di-dluwie en die lijkt op het begin van de zang. Als ezelsbruggetje wordt soms 'madelief' gebruikt.

#### Zang
De zang klinkt ongeveer als "dirli, dirli, dirli, lu-lu-lu-li-li-lie-lie liel, dadiedl" enzovoort, melodieus en vloeiend, telkens met het herhaalde karakteristieke "lu-lu-lu waar de wetenschappelijke naam Lullula aan ontleend is.
De zang is een voortdurend herhaalde strofe, waarbij er tussen de strofen aardig wat variatie is. Elke strofe bestaat uit vijf tot soms wel vijftien vrijwel identieke motiefjes. De zang begint wat aarzelend, daalt dan in toon en versnelt iets, waarbij het volume iets toeneemt. De motiefjes zelf bestaan uit twee klanken, een kort nootje en meteen daarna een dalende fluittoon en wordt omschreven als “tsjilu tsjilu tsjiluu”. Het aantal motiefjes (tsjilu) kan goed worden geteld. De eerste nootjes volgen op elkaar in een ritme van bijna drie per seconde, terwijl de laatste noten vijf keer per seconde gezongen worden. De hele strofe duurt drie tot vijf seconden. De pauzes tussen de strofen wisselen van lengte.
De zang wordt lyrisch beschreven door Frederik van Eeden:

Het klinkt van uit de vage verte
alsof hij midden in 't gesternte
zijn zilvren klokjen luidt.

In aansluiting hierop constateert de “Atlas” van 1987: "De wondermooie zang kan de veldwaarnemer poëtisch stemmen, en vormt een uitstekend middel om de soort op te sporen".
Jac. P. Thijsse verhaalt in Het Vogeljaar hoe het hem verging toen hij voor het eerst van zijn leven een boomleeuwerik hoorde zingen. Hij wist niet, wat hij hoorde! Een "opeenvolging van trillende, fluitende, jodelende, zeer melodieuze geluidjes". Volgens Thijsse zingt de boomleeuwerik "ongeveer het hele jaar door en op alle tijden van de dag, ook wel in mooie nachten, meestal in grillige vlucht niet heel hoog rondvliegend, soms zittend op een boomtak." Maar de zang in september en oktober van die “vleermuisachtige vogel (die) boven hei of duin zijn trillerlied” zingt, is toch wel anders dan de voorjaarszang. Die is “altijd mooier dan het herfstlied”.
Volgens Sluiters zingt de boomleeuwerik overigens vooral in de vroege morgen en de schemering, maar ook 's nachts.
De zang van de boomleeuwerik wordt wat minder lang aangehouden dan die van de veldleeuwerik, maar is wel melodieuzer. De zang wordt ten gehore gebracht in een spiraalvormige baltsvlucht. De boomleeuwerik zingt ook vaak vanaf een boomtop. Thijsse meldt in Vogelzang dat de boomleeuwerik ook wel zingt als hij op de grond zit.
Boomleeuweriken zingen al eind februari, de tijd dat alleen lijsters en roodborstjes zingen. En terwijl een veldleeuwerik wel een kwartier lang ononderbroken zingend kan rondvliegen, zingt de boomleeuwerik in de vlucht met vaste onderbrekingen. Veldleeuweriken zal men overigens nooit vanuit de top van een boom horen zingen.

## Biotoop
Boomleeuweriken vinden we in droge, begroeide zandstreken, schrale heidevelden met losse boompjes en boomgroepen, aan de rand van zandverstuivingen en in schrale duinen. Ook treffen we de soort aan op kapvlaktes, langs brandgangen en in jonge aanplant van naaldhout. De verhouding tussen de verschillende vegetatie-eenheden luistert nauw, en moet bovendien binnen een aantal opeenvolgende jaren weinig veranderen. Spaarzame begroeiing, en een grillige afwisseling van struiken, bomen en structuurrijke randzones zijn favoriet, vooral in combinatie met reliëf in de ondergrond. En dan moet er ook nog voldoende rust zijn. Een veeleisende soort, die – blijkens ringonderzoek – een grote plaatstrouw kan hebben. Gebieden die bestaan uit droge en zandige heidevelden, met vliegdennen of verspreid staande boomgroepen, en heidevelden met verstuivingen vragen een beheer dat op natuurwetenschappelijk verantwoorde wijze plaatsvindt, met kennis van de ecologie van de soort.
Vastgestelde dichtheden per type habitat lopen uiteen. In de eerste plaats lijken kleine gebieden relatief hoge dichtheden op te leveren. Daarnaast komen zowel op droge heidevelden, als op zandverstuivingen en op kapvlakten dichtheden voor die variëren van enkele paren tot 23 paren per 100 ha. In de duinen zijn de dichtheden aanzienlijk lager dan op diluviale zandgronden.
Op trek en in de winter kunnen we boomleeuweriken aantreffen op heidevelden en kaalslagen, maar ze worden dan ook vaak op (braakliggende) velden gezien. Soms worden dan grotere groepen waargenomen, maar een aantal van enkele honderden (waarneming van Rinke Tolman in het begin van de jaren dertig op de Soester Eng) is uitzonderlijk.

## Voedsel
Het voedsel van de boomleeuwerik bestaat uit insecten en zaden.

## Broedgegevens

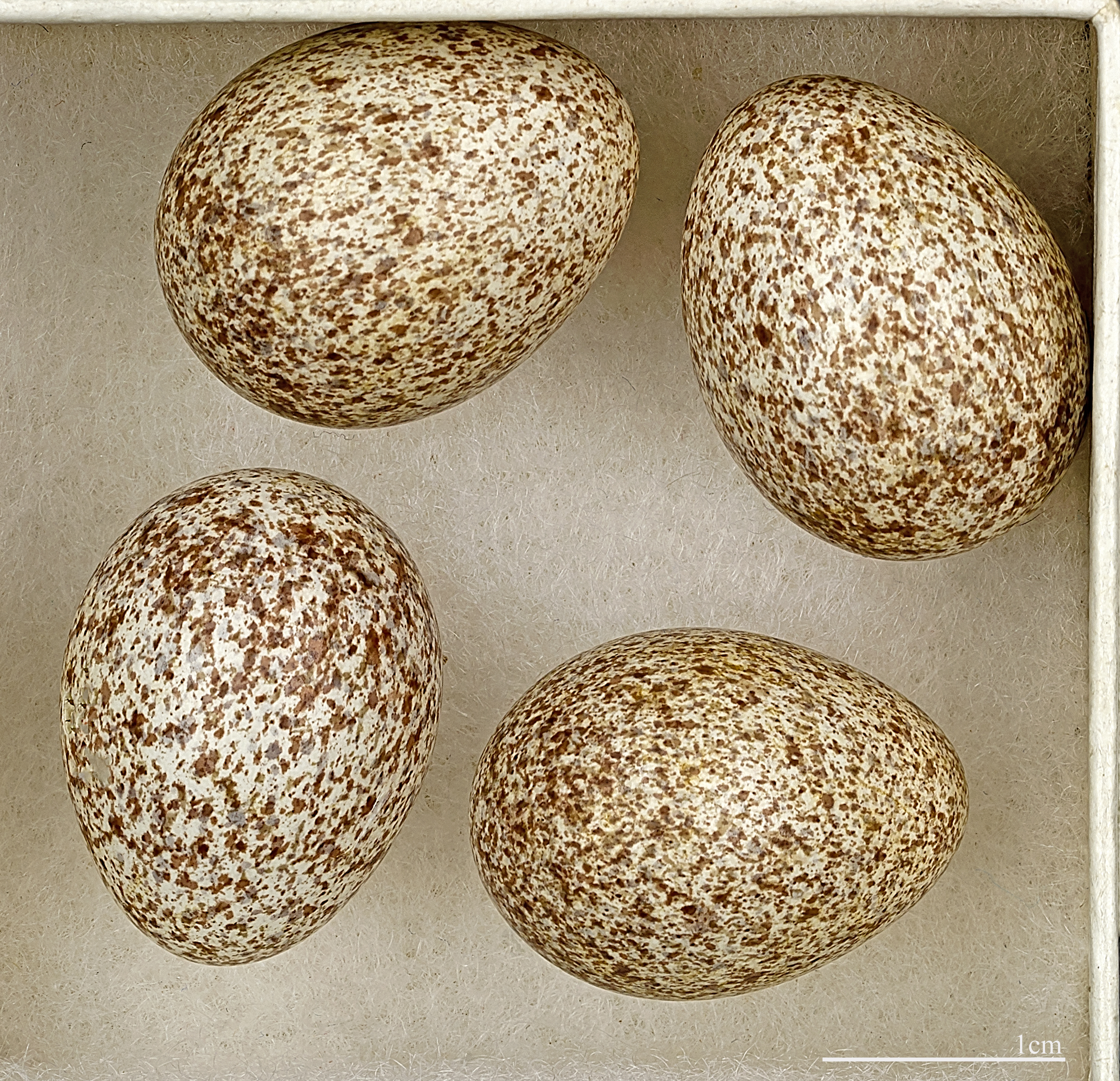
Lullula arborea

Al vanaf half februari arriveren gepaarde vogels op de broedplaatsen. Vooral mannetjes kunnen in de geschikte biotoop heel plaatstrouw zijn. De boomleeuwerik broedt van eind maart, begin april tot eind juni. De broedduur bedraagt circa 13 tot 15 dagen. Het vrouwtje broedt alleen. Het mannetje blijft in de nabijheid van het nest en voert het vrouwtje. Beide verzorgen de jongen. De jongen verlaten het nest al na 8 tot 11 dagen. Ze vliegen pas 10 dagen later. Twee, soms drie broedsels per jaar. Bigamie komt voor.
Het nest wordt op de grond gemaakt, goed verborgen en beschut door vegetatie. Het is goed afgewerkt, gevoerd met halmpjes, mos, draadjes, wat wol en paardenhaar.
Het legsel bestaat gewoonlijk uit 3 tot 5 eieren, zelden 6. De eieren zijn tamelijk glanzend, grijswit tot groenachtig wit met fijne grijsbruine of roodbruine stipjes en vlekjes. Kransvorming aan stompe pool en grijsviolette ondervlekken. Gemiddeld 21 × 16 mm.

### Broedgebied
Engeland, Wales, Europa van eilanden in de Middellandse Zee tot Zuid-Zweden, Zuid-Finland, Rusland tot de Oeral. In Klein-Azië tot Iran.
De soort telt twee ondersoorten:
- L. a. arborea: van noordelijk, westelijk en centraal Europa tot westelijk Rusland en Oekraïne.
- L. a. pallida: van zuidelijk Europa en noordwestelijk Afrika via het Midden-Oosten tot Iran en Turkmenistan.

## Voorkomen in Nederland en België
De boomleeuwerik komt als broedvogel plaatselijk voor in Nederland en België, maar is schaars.
Gegevens over het voorkomen van de boomleeuwerik uit de periode vóór 1900 zijn er weinig. Een oude waarneming is bijv. de vangst van een mannetje en een vrouwtje op het landgoed Gunterstein bij Breukelen in het voorjaar van 1888.
De ontwikkeling van het aantal broedvogels in Nederland in de twintigste eeuw heeft een wisselend verloop gehad. Rond het jaar 1900 was de boomleeuwerik een vrij talrijke broedvogel van stuifzanden, heide en duingebieden. Door de sterke vermindering van het aantal heideterreinen en door toenemende recreatie na de Tweede Wereldoorlog is de soort in aantal teruggelopen. Overigens was dit een ontwikkeling die in heel Europa plaatsvond. Er wordt vermoed dat klimaatsinvloeden ook een rol hebben gespeeld. Nog halverwege de jaren zestig was de soort in Noord-Brabant een vrij talrijke broedvogel, met 400 tot 1500 paren. Tien jaar later was dat aantal gedaald tot 210 paartjes. Op de Utrechtse Heuvelrug broedden aan het eind van de jaren zestig ruim 40 paartjes. Vijf jaar later nog slechts een kleine twintig. Eenzelfde tendens deed zich in andere gebieden voor. Het totale aantal broedparen in Nederland werd in de “Broedvogelatlas” van 1979 geschat op 800 tot 900. Toen was de soort in de daaraan voorafgaande decennia “50-100 % achteruitgegaan” en werd deze als bedreigd beschouwd. Zwaartepunten in de verspreiding lagen op de Veluwe (250 paren), in Noord-Brabant (210 paren) en Noord-Limburg (115 paren) en in de duinstreek met 80-100 paren..
De inkt van de “Atlas” van 1979 was nog niet droog of er kwamen berichten over een toename van het aantal broedparen. In 1985 werd op basis van langlopend onderzoek in vijf gebieden een beeld gevormd van het aantalsverloop over een periode van 15 jaar en over de habitatkeuze van de soort. In Drenthe bleek zich een explosieve groei te hebben voorgedaan: in de periode 1975–1980 werden er 35-40 paartjes geteld; in de periode 1980–1984 zo'n 175 – 225 paren. De Veluwe herbergde ongeveer de helft van de Nederlandse broedvogelpopulatie. Wat het aantalsverloop betreft was opvallend dat zich op de Brunssummerheide al in 1975 een stijging van het aantal broedparen voordeed (vermoedelijk als gevolg van beheersmaatregelen, terwijl in de andere onderzochte gebieden pas rond 1980 sprake was van een toename. In een periode van 2 tot 3 jaar was in al deze gebieden de populatie verdubbeld, of zelfs meer dan verdubbeld. Er waren duidelijke aanwijzingen dat zich in dezelfde periode ook in andere broedgebieden op pleistocene zandgronden een identieke stijging had voorgedaan. In de duinen was echter sprake van een afname. De conclusie was dat de Nederlandse populatie zich meer dan verdubbelde van 1000 tot 1200 paren in 1973–1977 tot 2500 à 3000 paren in 1980–1984.
In de “Atlas” van 1987 wordt het aantal broedparen eveneens geschat op 2500 tot 3000. De stijging heeft zich vervolgens voortgezet. Volgens de meest recente gegevens (over 2002) broeden er 5000 tot 6000 paartjes in Nederland.

### Trek
Enkele boomleeuweriken overwinteren in West-Europa. Wellicht is een klein deel van onze broedvogels standvogel. Het winterverblijf is vooral: landen aan de Middellandse Zee, de noordrand van Afrika, het Midden-Oosten.
Weg- en doortrek uit Nederland en België van half september tot in de winter. Verplaatsingen onder invloed van koude, maar zelfs bij strenge vorst zijn nog boomleeuweriken aanwezig. Trekrichting: zuidelijk en zuidwestelijk. Terugtrek vanaf eind februari. Meest in maart, tot in april. Dag- en nachttrekker.